# Momotus
Momotus és un gènere d'ocells de la família dels momòtids (Momotidae ).

## Taxonomia
Aquest gènere s'ha classificat tradicionalment en dues espècies (M.mexicanus i M.momota), però recentment s'ha considerat que la segona d'elles devia ser considerada un complex que inclouria un cert nombre d'espècies independents.
La classificació del Congrés Ornitològic Internacional (versió 2.10, 2011) inclou 7 espècies dins aquest gènere: 
- motmot de Mèxic (Momotus mexicanus).
- motmot de corona blava (Momotus coeruliceps).
- motmot de diadema blava (Momotus lessonii).
- motmot cridaner (Momotus subrufescens).
- motmot de Trinidad (Momotus bahamensis).
- motmot amazònic (Momotus momota).
- motmot andí (Momotus aequatorialis).